# 2013-as WEC Fuji 6 órás verseny
| Pályarajz | Pályarajz               | Pályarajz                                         |
| --------- | ----------------------- | ------------------------------------------------- |
|           |                         |                                                   |
| Győztesek |                         |                                                   |
| Kategória | Csapat                  | Versenyzők                                        |
| LMP1      | #7 Toyota Racing        | Alexander Wurz Nicolas Lapierre Nakadzsima Kazuki |
| LMP2      | #35 OAK Racing          | Bertrand Baguette Martin Plowman Ricardo González |
| LMGTE Pro | #97 Aston Martin Racing | Darren Turner Stefan Mücke Frédéric Makowiecki    |
| LMGTE Am  | #95 Aston Martin Racing | Kristian Poulsen Christoffer Nygaard Bruno Senna  |

A 2013-as WEC Fuji 6 órás verseny a Hosszútávú-világbajnokság 2013-as szezonjának hatodik futama volt, amelyet október 18. és október 20. között tartottak meg a Fuji Speedway versenypályán. A fordulót Alexander Wurz, Nicolas Lapierre és Nakadzsima Kazuki triója nyerte meg, akik a hibridhajtású Toyota Racing csapatának versenyautóját vezették.

## Időmérő
A kategóriák leggyorsabb versenyzői vastaggal vannak kiemelve.
| Poz. | Kategória | Csapat                      | Átlagidő   | Különbség | Rajthely |
| ---- | --------- | --------------------------- | ---------- | --------- | -------- |
| 1    | LMP1      | #1 Audi Sport Team Joest    | 1:26,577   |           | 1        |
| 2.   | LMP1      | #8 Toyota Racing            | 1:26,755   | +0,178    | 2        |
| 3.   | LMP1      | #7 Toyota Racing            | 1:26,860   | +0,283    | 3        |
| 4.   | LMP1      | #2 Audi Sport Team Joest    | 1:27,425   | +0,848    | 4        |
| 5.   | LMP1      | #12 Rebellion Racing        | 1:29,250   | +2,673    | 5        |
| 6.   | LMP2      | #35 OAK Racing              | 1:32,938   | +6,361    | 6        |
| 7.   | LMP2      | #26 G-Drive Racing          | 1:33,019   | +6,442    | 7        |
| 8.   | LMP2      | #27 Gainer International    | 1:33,073   | +6,496    | 8        |
| 9.   | LMP2      | #24 OAK Racing              | 1:33,097   | +6,520    | 9        |
| 10.  | LMP2      | #25 Delta-ADR               | 1:33,209   | +6,632    | 10       |
| 11.  | LMP2      | #47 KCMG                    | 1:33,512   | +6,935    | 11       |
| 12.  | LMP2      | #49 Pecom Racing            | 1:33,525   | +6,948    | 12       |
| 13.  | LMP2      | #31 Lotus                   | 1:34,080   | +7,503    | 13       |
| 14.  | LMP2      | #32 Lotus                   | 1:34,246   | +7,669    | 14       |
| 15.  | LMP2      | #45 OAK Racing              | 1:35,408   | +8,831    | 15       |
| 16.  | LMGTE Pro | #97 Aston Martin Racing     | 1:39,114   | +12,537   | 16       |
| 17.  | LMGTE Pro | #99 Aston Martin Racing     | 1:39,591   | +13,014   | 17       |
| 18.  | LMGTE Pro | #51 AF Corse                | 1:39,693   | +13,116   | 18       |
| 19.  | LMGTE Pro | #91 Porsche AG Team Manthey | 1:39,736   | +13,159   | 19       |
| 20.  | LMGTE Pro | #92 Porsche AG Team Manthey | 1:39,778   | +13,201   | 20       |
| 21.  | LMGTE Am  | #95 Aston Martin Racing     | 1:40,649   | +14,072   | 21       |
| 22.  | LMGTE Am  | #50 Larbre Compétition      | 1:40,814   | +14,237   | 22       |
| 23.  | LMGTE Am  | #96 Aston Martin Racing     | 1:40,824   | +14,247   | 23       |
| 24.  | LMGTE Am  | #88 Proton Competition      | 1:41,311   | +14,734   | 24       |
| 25.  | LMGTE Am  | #81 8 Star Motorsports      | 1:41,369   | +14,792   | 25       |
| 26.  | LMGTE Am  | #61 AF Corse                | 1:41,529   | +14,952   | 26       |
| 27.  | LMGTE Am  | #57 Krohn Racing            | 1:41,625   | +15,048   | 27       |
| 28.  | LMGTE Am  | #76 IMSA Performance Matmut | 1:41,683   | +15,106   | 28       |
| —    | LMGTE Pro | #71 AF Corse                | idő nélkül |           | 29       |

## Verseny
Mivel a résztvevők nem teljesítették a versenytáv 70%-át, ezért csak a pontok felét osztották ki. A kategóriák leggyorsabb versenyzői vastaggal vannak kiemelve.
| Helyezés | Kategória | #  | Csapat                  | Versenyzők                                         | Kasztni                                 | Gumi | Kör | Idő/Hátrány/Kiesés |
| Helyezés | Kategória | #  | Csapat                  | Versenyzők                                         | Motor                                   | Gumi | Kör | Idő/Hátrány/Kiesés |
| -------- | --------- | -- | ----------------------- | -------------------------------------------------- | --------------------------------------- | ---- | --- | ------------------ |
| 1.       | LMP1      | 7  | Toyota Racing           | Alexander Wurz Nicolas Lapierre Nakadzsima Kazuki  | Toyota TS030 Hybrid                     | M    | 16  | 2:56:05,785        |
| 1.       | LMP1      | 7  | Toyota Racing           | Alexander Wurz Nicolas Lapierre Nakadzsima Kazuki  | Toyota 3.4 L V8 (Hybrid)                | M    | 16  | 2:56:05,785        |
| 2.       | LMP1      | 2  | Audi Sport Team Joest   | Allan McNish Tom Kristensen Loïc Duval             | Audi R18 e-tron quattro                 | M    | 16  | +1,901             |
| 2.       | LMP1      | 2  | Audi Sport Team Joest   | Allan McNish Tom Kristensen Loïc Duval             | Audi TDI 3.7 L Turbo V6 (Hybrid Diesel) | M    | 16  | +1,901             |
| 3.       | LMP1      | 12 | Rebellion Racing        | Andrea Belicchi Mathias Beche                      | Lola B12/60                             | M    | 16  | +3,872             |
| 3.       | LMP1      | 12 | Rebellion Racing        | Andrea Belicchi Mathias Beche                      | Toyota RV8KLM 3.4 L V8                  | M    | 16  | +3,872             |
| 4.       | LMP2      | 35 | OAK Racing              | Bertrand Baguette Martin Plowman Ricardo González  | Morgan LMP2                             | D    | 16  | +6,131             |
| 4.       | LMP2      | 35 | OAK Racing              | Bertrand Baguette Martin Plowman Ricardo González  | Nissan VK45DE 4.5 L V8                  | D    | 16  | +6,131             |
| 5.       | LMP2      | 26 | G-Drive Racing          | Roman Ruszinov John Martin Mike Conway             | Oreca 03                                | D    | 16  | +8,224             |
| 5.       | LMP2      | 26 | G-Drive Racing          | Roman Ruszinov John Martin Mike Conway             | Nissan VK45DE 4.5 L V8                  | D    | 16  | +8,224             |
| 6.       | LMP2      | 27 | Gainer International    | Hiranaka Kacujuki Ueda Maszajuki Björn Wirdheim    | Zytek Z11SN                             | D    | 16  | +11,055            |
| 6.       | LMP2      | 27 | Gainer International    | Hiranaka Kacujuki Ueda Maszajuki Björn Wirdheim    | Nissan VK45DE 4.5 L V8                  | D    | 16  | +11,055            |
| 7.       | LMP2      | 24 | OAK Racing              | Olivier Pla Alex Brundle David Heinemeier Hansson  | Morgan LMP2                             | D    | 16  | +12,834            |
| 7.       | LMP2      | 24 | OAK Racing              | Olivier Pla Alex Brundle David Heinemeier Hansson  | Nissan VK45DE 4.5 L V8                  | D    | 16  | +12,834            |
| 8.       | LMP2      | 25 | Delta-ADR               | Tor Graves James Walker Nakano Sindzsi             | Oreca 03                                | D    | 16  | +15,323            |
| 8.       | LMP2      | 25 | Delta-ADR               | Tor Graves James Walker Nakano Sindzsi             | Nissan VK45DE 4.5 L V8                  | D    | 16  | +15,323            |
| 9.       | LMP2      | 47 | KCMG                    | Koizumi Hirosi Macuda Csugió Richard Bradley       | Morgan LMP2                             | D    | 16  | +19,569            |
| 9.       | LMP2      | 47 | KCMG                    | Koizumi Hirosi Macuda Csugió Richard Bradley       | Nissan VK45DE 4.5 L V8                  | D    | 16  | +19,569            |
| 10.      | LMP2      | 49 | Pecom Racing            | Luís Pérez Companc Pierre Kaffer Nicolas Minassian | Oreca 03                                | M    | 16  | +21,494            |
| 10.      | LMP2      | 49 | Pecom Racing            | Luís Pérez Companc Pierre Kaffer Nicolas Minassian | Nissan VK45DE 4.5 L V8                  | M    | 16  | +21,494            |
| 11.      | LMP2      | 32 | Lotus                   | Thomas Holzer Dominik Kraihamer Jan Charouz        | Lotus T128                              | D    | 16  | +23,803            |
| 11.      | LMP2      | 32 | Lotus                   | Thomas Holzer Dominik Kraihamer Jan Charouz        | Praga 3.6 L V8                          | D    | 16  | +23,803            |
| 12.      | LMP2      | 45 | OAK Racing              | Jacques Nicolet Ihara Keiko                        | Morgan LMP2                             | D    | 16  | +35,657            |
| 12.      | LMP2      | 45 | OAK Racing              | Jacques Nicolet Ihara Keiko                        | Nissan VK45DE 4.5 L V8                  | D    | 16  | +35,657            |
| 13.      | LMGTE Pro | 97 | Aston Martin Racing     | Darren Turner Stefan Mücke Frédéric Makowiecki     | Aston Martin Vantage GTE                | M    | 16  | +38,900            |
| 13.      | LMGTE Pro | 97 | Aston Martin Racing     | Darren Turner Stefan Mücke Frédéric Makowiecki     | Aston Martin 4.5 L V8                   | M    | 16  | +38,900            |
| 14.      | LMGTE Pro | 51 | AF Corse                | Gianmaria Bruni Giancarlo Fisichella               | Ferrari 458 Italia GT2                  | M    | 16  | +41,944            |
| 14.      | LMGTE Pro | 51 | AF Corse                | Gianmaria Bruni Giancarlo Fisichella               | Ferrari 4.5 L V8                        | M    | 16  | +41,944            |
| 15.      | LMGTE Pro | 91 | Porsche AG Team Manthey | Jörg Bergmeister Patrick Pilet                     | Porsche 911 RSR                         | M    | 16  | +44,855            |
| 15.      | LMGTE Pro | 91 | Porsche AG Team Manthey | Jörg Bergmeister Patrick Pilet                     | Porsche 4.0 L Flat-6                    | M    | 16  | +44,855            |
| 16.      | LMGTE Pro | 92 | Porsche AG Team Manthey | Marc Lieb Richard Lietz                            | Porsche 911 RSR                         | M    | 16  | +55,311            |
| 16.      | LMGTE Pro | 92 | Porsche AG Team Manthey | Marc Lieb Richard Lietz                            | Porsche 4.0 L Flat-6                    | M    | 16  | +55,311            |
| 17.      | LMGTE Am  | 95 | Aston Martin Racing     | Kristian Poulsen Christoffer Nygaard Bruno Senna   | Aston Martin Vantage GTE                | M    | 16  | +57,668            |
| 17.      | LMGTE Am  | 95 | Aston Martin Racing     | Kristian Poulsen Christoffer Nygaard Bruno Senna   | Aston Martin 4.5 L V8                   | M    | 16  | +57,668            |
| 18.      | LMGTE Am  | 96 | Aston Martin Racing     | Jamie Campbell-Walter Stuart Hall Jonathan Adam    | Aston Martin Vantage GTE                | M    | 16  | +1:01,641          |
| 18.      | LMGTE Am  | 96 | Aston Martin Racing     | Jamie Campbell-Walter Stuart Hall Jonathan Adam    | Aston Martin 4.5 L V8                   | M    | 16  | +1:01,641          |
| 19.      | LMGTE Am  | 88 | Proton Competition      | Christian Ried Gianluca Roda Paolo Ruberti         | Porsche 997 GT3-RSR                     | M    | 16  | +1:03,537          |
| 19.      | LMGTE Am  | 88 | Proton Competition      | Christian Ried Gianluca Roda Paolo Ruberti         | Porsche 4.0 L Flat-6                    | M    | 16  | +1:03,537          |
| 20.      | LMGTE Am  | 81 | 8 Star Motorsports      | Enzo Potolicchio Rui Águas Davide Rigon            | Ferrari 458 Italia GT2                  | M    | 16  | +1:05,951          |
| 20.      | LMGTE Am  | 81 | 8 Star Motorsports      | Enzo Potolicchio Rui Águas Davide Rigon            | Ferrari 4.5 L V8                        | M    | 16  | +1:05,951          |
| 21.      | LMGTE Pro | 71 | AF Corse                | Kobajasi Kamui Toni Vilander                       | Ferrari 458 Italia GT2                  | M    | 16  | +1:15,544          |
| 21.      | LMGTE Pro | 71 | AF Corse                | Kobajasi Kamui Toni Vilander                       | Ferrari 4.5 L V8                        | M    | 16  | +1:15,544          |
| 22.      | LMGTE Am  | 76 | IMSA Performance Matmut | Raymond Narac Jean-Karl Vernay Markus Palttala     | Porsche 997 GT3-RSR                     | M    | 16  | +1:25,904          |
| 22.      | LMGTE Am  | 76 | IMSA Performance Matmut | Raymond Narac Jean-Karl Vernay Markus Palttala     | Porsche 4.0 L Flat-6                    | M    | 16  | +1:25,904          |
| 23.      | LMP2      | 31 | Lotus                   | Kevin Weeda James Rossiter Vitantonio Liuzzi       | Lotus T128                              | D    | 16  | +1:40,976          |
| 23.      | LMP2      | 31 | Lotus                   | Kevin Weeda James Rossiter Vitantonio Liuzzi       | Praga 3.6 L V8                          | D    | 16  | +1:40,976          |
| 24.      | LMGTE Am  | 57 | Krohn Racing            | Tracy Krohn Niclas Jönsson Maurizio Mediani        | Ferrari 458 Italia GT2                  | M    | 16  | +1:46,314          |
| 24.      | LMGTE Am  | 57 | Krohn Racing            | Tracy Krohn Niclas Jönsson Maurizio Mediani        | Ferrari 4.5 L V8                        | M    | 16  | +1:46,314          |
| 25.      | LMGTE Am  | 61 | AF Corse                | Jack Gerber Matt Griffin Marco Cioci               | Ferrari 458 Italia GT2                  | M    | 16  | +2:21,643          |
| 25.      | LMGTE Am  | 61 | AF Corse                | Jack Gerber Matt Griffin Marco Cioci               | Ferrari 4.5 L V8                        | M    | 16  | +2:21,643          |
| 26.      | LMP1      | 1  | Audi Sport Team Joest   | André Lotterer Marcel Fässler Benoît Tréluyer      | Audi R18 e-tron quattro                 | M    | 16  | +2:49,150          |
| 26.      | LMP1      | 1  | Audi Sport Team Joest   | André Lotterer Marcel Fässler Benoît Tréluyer      | Audi TDI 3.7 L Turbo V6 (Hybrid Diesel) | M    | 16  | +2:49,150          |
| 27.      | LMP1      | 8  | Toyota Racing           | Anthony Davidson Sébastien Buemi Stéphane Sarrazin | Toyota TS030 Hybrid                     | M    | 15  | +1 kör             |
| 27.      | LMP1      | 8  | Toyota Racing           | Anthony Davidson Sébastien Buemi Stéphane Sarrazin | Toyota 3.4 L V8 (Hybrid)                | M    | 15  | +1 kör             |
| 28.      | LMGTE Pro | 99 | Aston Martin Racing     | Pedro Lamy Richie Stanaway                         | Aston Martin Vantage GTE                | M    | 15  | +1 kör             |
| 28.      | LMGTE Pro | 99 | Aston Martin Racing     | Pedro Lamy Richie Stanaway                         | Aston Martin 4.5 L V8                   | M    | 15  | +1 kör             |
| 29.      | LMGTE Am  | 50 | Larbre Compétition      | Julien Canal Patrick Bornhauser Fernando Rees      | Chevrolet Corvette C6.R                 | M    | 14  | +2 kör             |
| 29.      | LMGTE Am  | 50 | Larbre Compétition      | Julien Canal Patrick Bornhauser Fernando Rees      | Chevrolet 5.5 L V8                      | M    | 14  | +2 kör             |

## A világbajnokság állása a versenyt követően
LMP1 (Teljes táblázat)
| H  | Versenyzők                                         | Pont   | H  | Konstruktőrök | Pont |
| -- | -------------------------------------------------- | ------ | -- | ------------- | ---- |
| 1. | Allan McNish Tom Kristensen Loïc Duval             | 147    | 1. | Audi          | 164  |
| 2. | André Lotterer Marcel Fässler Benoît Tréluyer      | 106,25 | 2. | Toyota        | 97,5 |
| 3. | Anthony Davidson Stéphane Sarrazin Sébastien Buemi | 81,25  | 3. | '             |      |
| 4. | Mathias Beche                                      | 51,5   |    |               |      |
| 5. | Alexander Wurz Nicolas Lapierre                    | 49,5   |    |               |      |

GT (Teljes táblázat)
| H  | Versenyzők                           | Pont | H  | Konstruktőrök | Pont  |
| -- | ------------------------------------ | ---- | -- | ------------- | ----- |
| 1. | Gianmaria Bruni Giancarlo Fisichella | 108  | 1. | Ferrari       | 193   |
| 2. | Marc Lieb Richard Lietz              | 102  | 2. | Aston Martin  | 188,5 |
| 3. | Darren Turner Stefan Mücke           | 99,5 | 3. | Porsche       | 176,5 |
| 4. | Bruno Senna                          | 76   |    |               |       |
| 5. | Frédéric Makowiecki                  | 73,5 |    |               |       |

LMP2 (Teljes táblázat)
| H  | Versenyzők                                         | Pont  | H  | Konstruktőrök      | Pont  |
| -- | -------------------------------------------------- | ----- | -- | ------------------ | ----- |
| 1. | Bertrand Baguette Martin Plowman Ricardo González  | 114,5 | 1. | Pecom Racing       | 114,5 |
| 2. | Luís Pérez Companc Pierre Kaffer Nicolas Minassian | 103   | 2. | #35 OAK Racing     | 109   |
| 3. | Olivier Pla Alex Brundle David Heinemeier Hansson  | 96,5  | 3. | #24 OAK Racing     | 98,5  |
| 4. | Roman Ruszinov John Martin Mike Conway             | 81    | 4. | G-Drive Racing     | 81    |
| 5. | Tor Graves James Walker                            | 44    | 5. | Greaves Motorsport | 56    |

LMGTE Am (Teljes táblázat)
| H  | Versenyzők                           | Pont | H  | Konstruktőrök           | Pont |
| -- | ------------------------------------ | ---- | -- | ----------------------- | ---- |
| 1. | Jamie Campbell-Walter Stuart Hall    | 104  | 1. | #96 Aston Martin Racing | 108  |
| 2. | Raymond Narac Jean-Karl Vernay       | 96   | 2. | IMSA Performance Matmut | 96   |
| 3. | Enzo Potolicchio Rui Águas           | 85   | 3. | 8 Star Motorsports      | 93   |
| 4. | Kristian Poulsen Christoffer Nygaard | 77,5 | 4. | Larbre Compétition      | 81   |
| 5. | Julien Canal Patrick Bornhauser      | 75   | 5. | #95 Aston Martin Racing | 77,5 |